# Hotel Maastricht
Hotel Maastricht, officieel Crowne Plaza Maastricht, is een hotel in het centrum van de Nederlandse stad Maastricht. Het hotel is gelegen aan de Maas in het stadsdeel Wyck. Het viersterrenhotel, onderdeel van de hotelketen Crowne Plaza binnen de InterContinental Hotels Group (IHG), is ondergebracht in een gebouw uit 1976-77 en een uitbreiding uit 1998-99.

## Geschiedenis
Begin jaren zeventig werden in Maastricht plannen gemaakt om het enigszins verpauperde stadsdeel Wyck een impuls te geven. Gemeentesecretaris mr. A. Minis kwam met het idee om aan het zuidelijk deel van de Wycker Maaskade, de Stenenwal, een hotel te bouwen. Het nieuwe hotel zou een duidelijke afbakening vormen van de historische bebouwing van Wyck en het uitgestrekte industrieterrein van de aardewerkfabriek Société Céramique ten zuiden daarvan. Al eerder waren in deze buurt in het kader van de 'krotopruiming' diverse panden gesloopt. Zo verdween van het Ruiterstraatje, waarvan de naam behouden bleef in de huidige straat Ruiterij, de gehele zuidelijke straatwand en een deel van de noordelijke, en werden bouwvallige panden aan de Stenenwal en het straatje Waterpoort gesloopt. De jonge architect Arno Meijs (1941) kreeg de opdracht om het nieuwe hotel te ontwerpen. Opdrachtgever en eigenaar was het Pensioenfonds Van Gelder Papier.
Op 16 januari 1976 werd een begin gemaakt met de bouw door bouwmaatschappij Melchior bv. Op 26 november van dat jaar werd het hoogste punt bereikt en de 'mei' geplaatst. Wethouder A. Dols van Openbare Werken sprak bij die gelegenheid over "een heuglijke dag voor Wyck en Maastricht" en noemde de hotelvestiging "een voortrekker van de te rehabiliteren panden in Wyck". Hotel Maastricht, dat 112 kamers telde en daarmee meteen het grootste in Maastricht was, ontving in september 1977 de eerste gasten. De officiële opening werd verricht door dhr. J. Strijker, directeur van het Nationaal Bureau voor Toerisme (NBT), op 2 december 1977. Deze overhandigde aan directeur Benoit Wesly een gevelplaat met de vijf sterren, die het hotel van het NBT kreeg toebedeeld. Daarna volgde een groot openingsfeest.
Het management werd aanvankelijk gevoerd door de Jacques Borel-groep, waarbij Hotel Maastricht werd ondergebracht bij de Sofitel-keten. Omstreeks 1988 hoorde het hotel bij de Bilderberggroep. Daarna was Hotel Maastricht enige tijd aangesloten bij de hotelketens Holiday Inn, Holiday Inn Crowne Plaza en verloor ten slotte zijn naam aan Crowne Plaza.
In de jaren 1990 werden de ten zuiden van het hotel gelegen fabrieksterreinen van de aardewerkfabriek Société Céramique herontwikkeld naar een masterplan van architect Jo Coenen, waarna hier het woon- en werkgebied Céramique ontstond. Als onderdeel van deze herontwikkeling werd het hotel in 1998 aan de zuidzijde uitgebreid met een nieuwe vleugel waarin dertig hotelkamers, kantoren en vergaderruimten werden ondergebracht, opnieuw naar ontwerp van Arno Meijs. In de voormalige tuin van de naastgelegen Villa Jaunez werd een paviljoenachtige aanbouw gerealiseerd met daarin een vergader-/feestzaal. De tuinmuur aan de Maaspuntweg en het Wycker Grachtje bleef deels behouden. Villa Jaunez, de voormalige directievilla (eigenlijk herenhuis) van fabrieksdirecteur Victor Jaunez (1839-1916), werd omstreeks dezelfde tijd door Coenen gerenoveerd en uitgebreid met een modern kantorencomplex, dat aansloot op de hoteluitbreiding van Meijs. In de villa en het kantoorgedeelte, 'Maaskantoren' genoemd, werd aanvankelijk het hoofdkantoor gevestigd van Vesteda, het vastgoedfonds van ABP.
In 2019 werd het voormalige Vesteda-kantoor, met uitzondering van de Villa Jaunez, bij het hotel gevoegd. Na een grondige verbouwing kreeg Crowne Plaza Maastricht er opnieuw dertig kamers en een fitness- en wellnessruimte bij. In de voormalige directievilla werden luxe koopwoningen gerealiseerd.

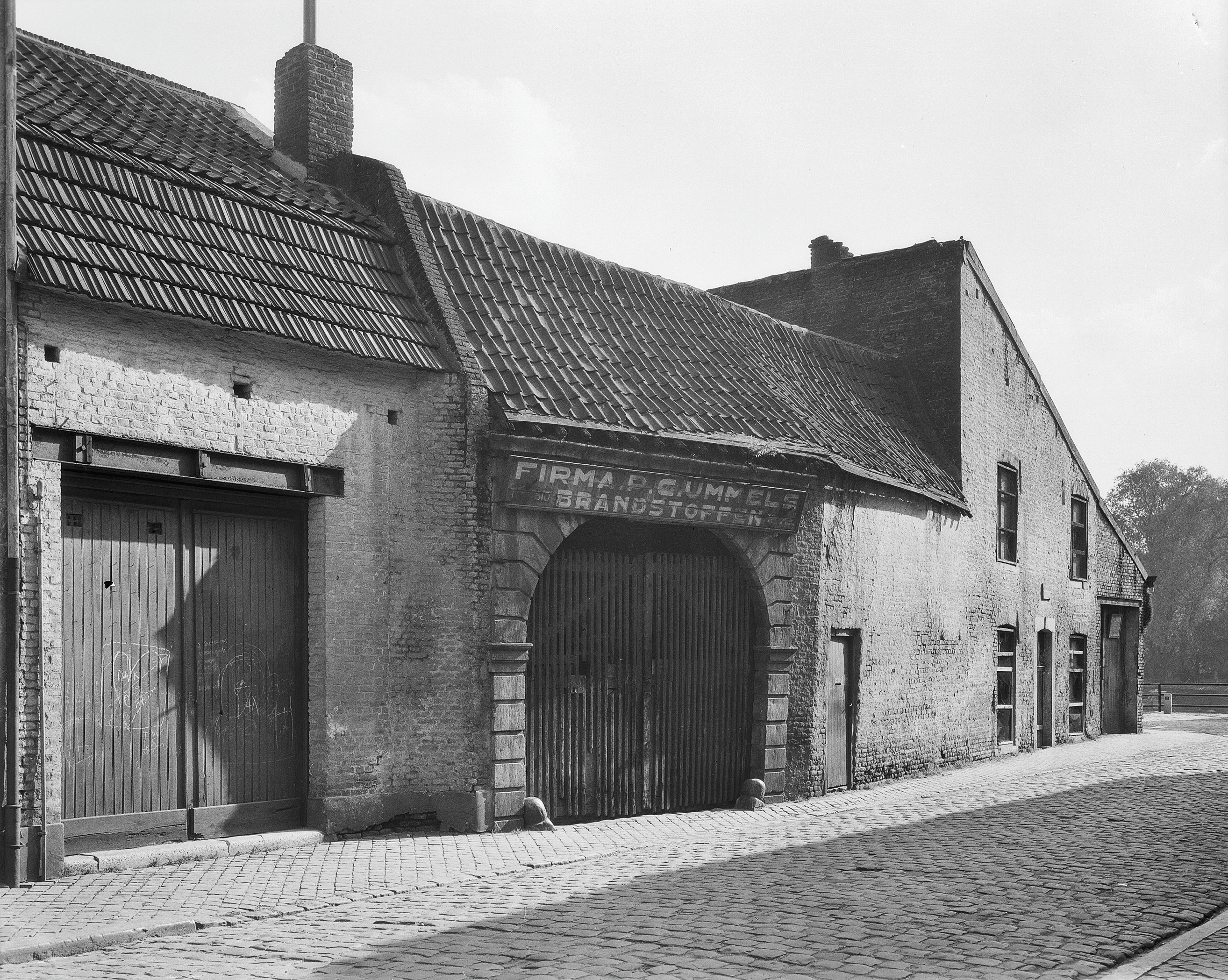
Afgebroken panden Waterpoort, 1957
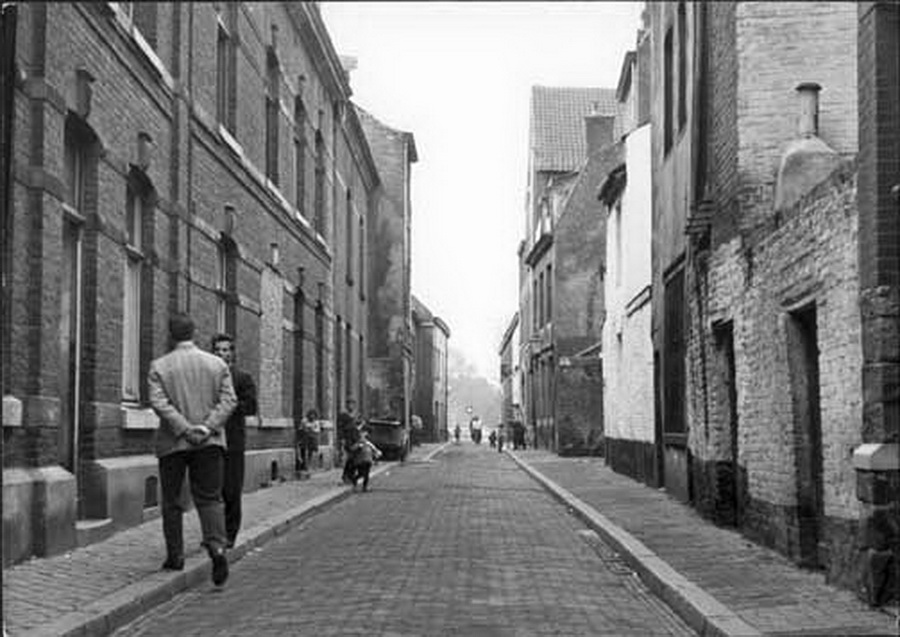
Gesloopte panden Ruiterstraatje, 1961
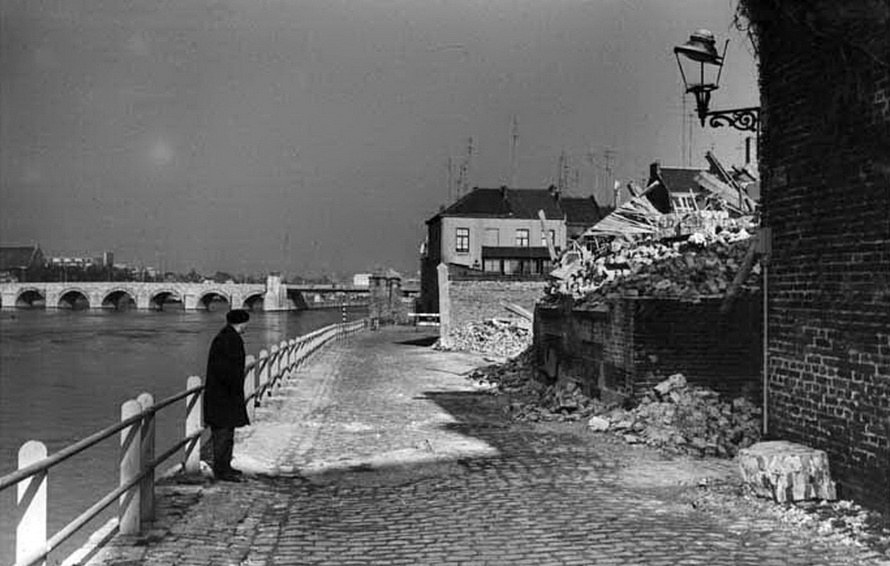
Sloopwerkzaamheden Stenenwal, 1968?
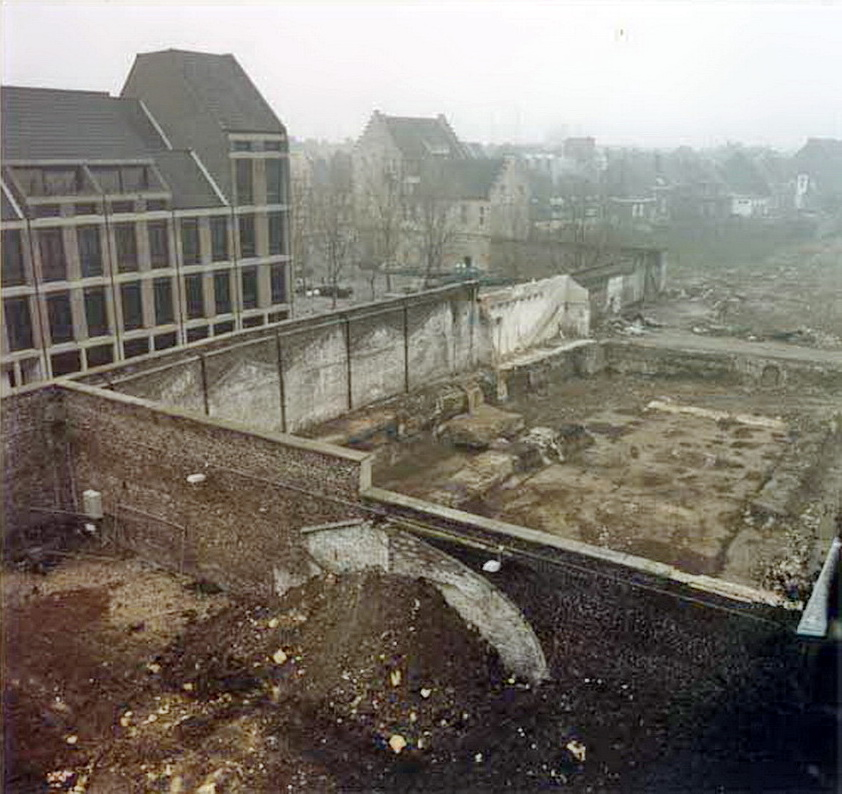
Sloop Société Céramique, 1991

## Beschrijving

### Oorspronkelijk gebouw

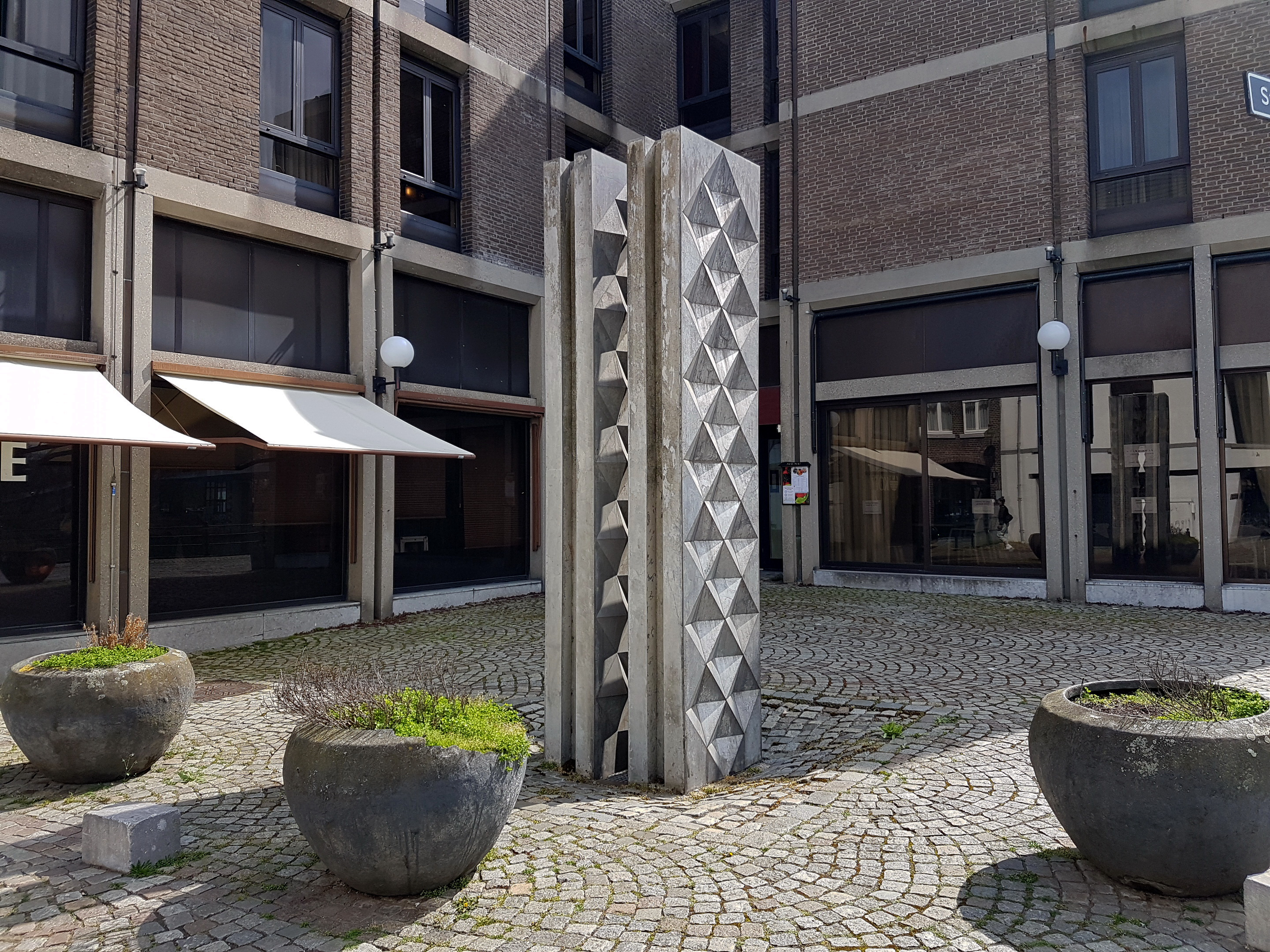
Fontein op het pleintje voor het hotel (Frans Gast, 1977)

Bij de bouw van Hotel Maastricht in de jaren 1970 is getracht de maat, schaal en vormgeving van het forse bouwvolume aan te laten sluiten bij de omliggende bebouwing, in dit geval de merendeels zeventiende, achttiende en negentiende-eeuwse huizen aan de Stenenwal. Deze manier van bouwen is wel omschreven als pseudo-Maaslands, vanwege de overeenkomsten met de in de zeventiende eeuw in het Limburgse Maasland dominante bouwstijl van woonhuizen, de Maaslandse Renaissance. De stijl wordt gekenmerkt door het aanbrengen van geledingen bij grote gevelvlakken, zodat deze minder 'massaal' ogen, het zichtbaar laten van de betonconstructies, waarbij de gevelvlakken worden opgevuld met metselwerk, en de hoog opgaande daken, kenmerkend voor de bebouwing in de historische binnenstad van Maastricht. In het bouwdeel uit 1976-77 zijn al deze elementen goed te herkennen. Vooral het afwisselende dakenlandschap en het gebruik van bruine baksteen en grijze dakpannen dragen bij aan een vrijwel naadloze inpassing in het stadssilhouet.
Bij de opening in 1977 werd tevens een kunstwerk onthuld, dat op een pleintje bij de hoek Stenenwal-Waterpoort staat. De bijna 4 m hoge fontein is een ontwerp van Frans Gast en bestaat uit dikke platen aluminium, waarin diamantvormige uitsparingen zijn aangebracht. Niet ver van de hoofdingang aan de Ruiterij staat sinds 1982 op een kolomvormige sokkel een beeld van een kind dat een ander kind op de rug draagt. Zowel het 160 cm hoge beeld, als de 140 cm hoge sokkel zijn van hardsteen. Het beeld, getiteld Ruiterspel, is gemaakt door Gène Eggen en werd in 1982 aangeboden door de Vrienden van Hotel Maastricht, ter gelegenheid van het eerste lustrum. Het beeld is een gemeentelijk monument.
Het hotel telt twee restaurants, een Japans (Kobe) en een Frans (De Mangerie), en negen vergaderruimtes, waarvan de grootste geschikt is voor 500 personen.

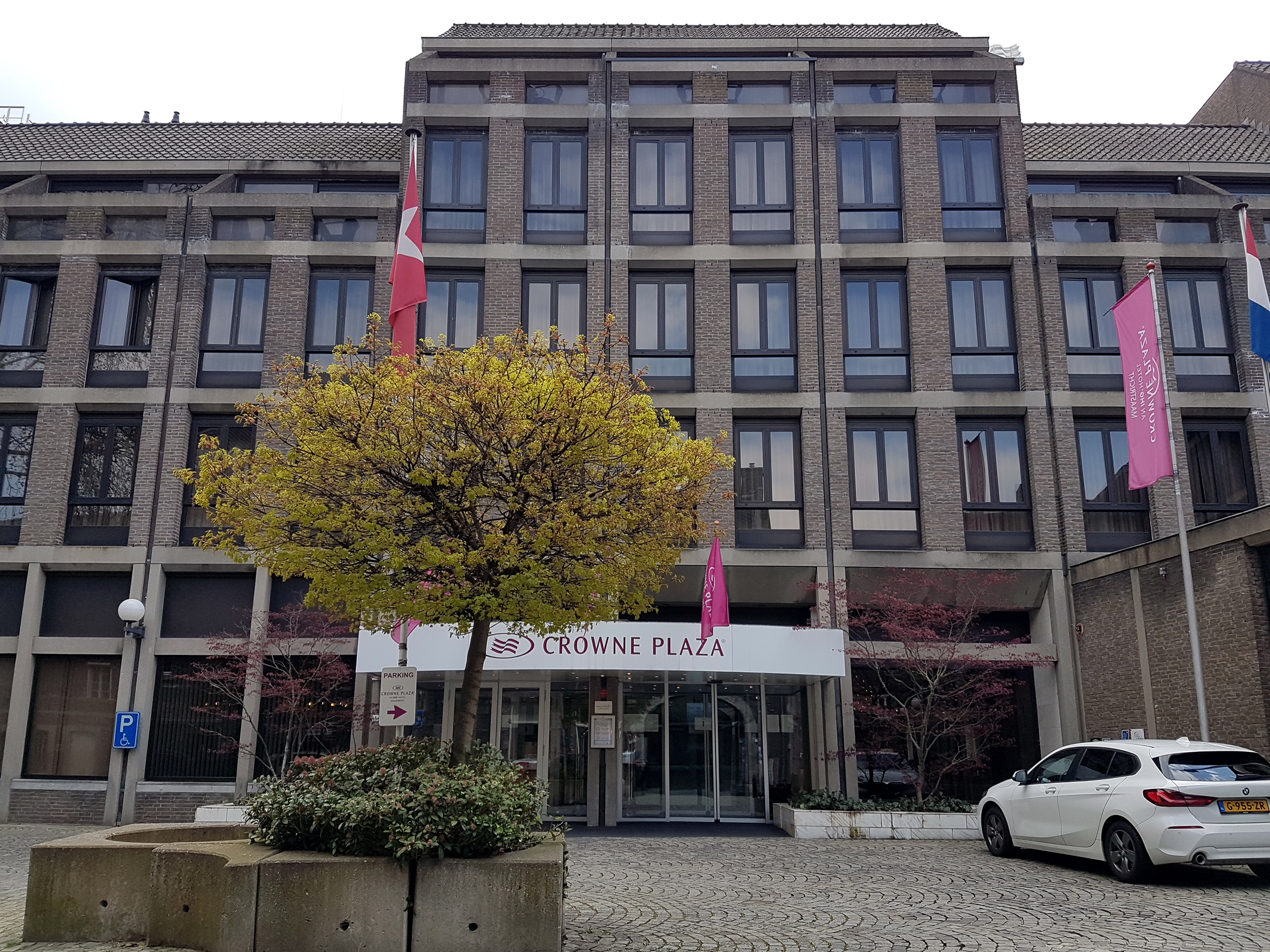
Hoofdingang, Ruiterij
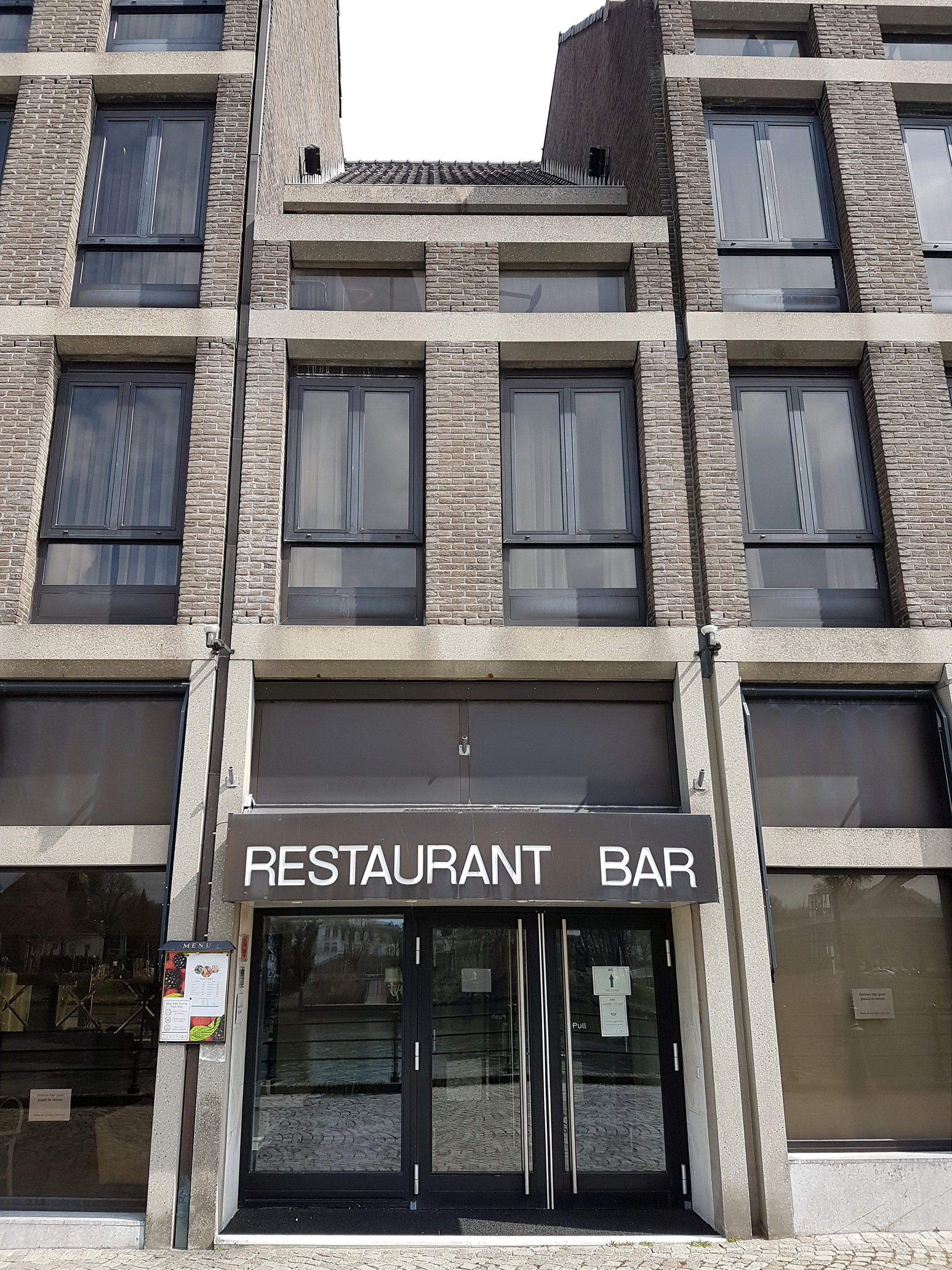
Ingang restaurant, Stenenwal
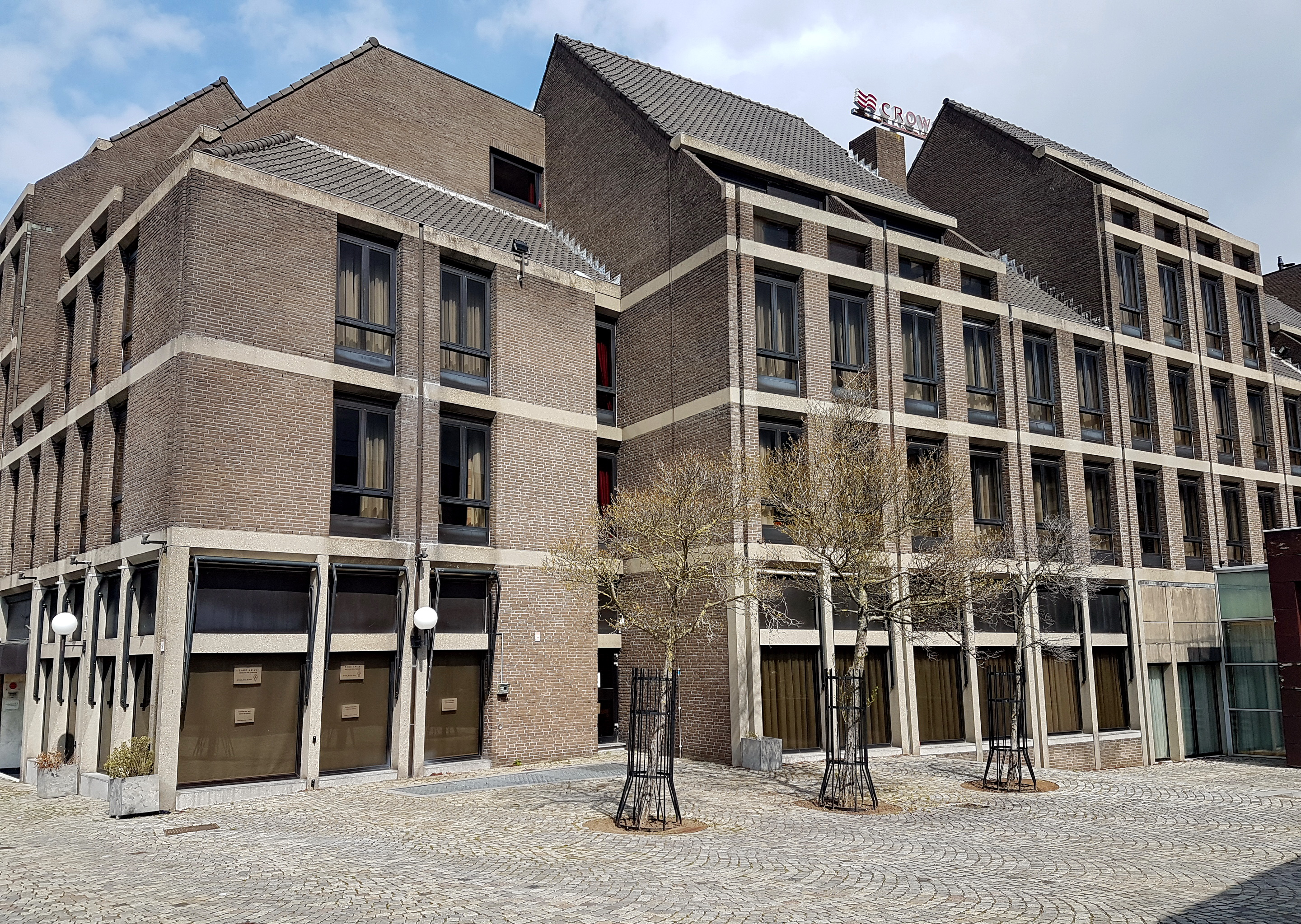
Zuidzijde, Wycker Grachtje
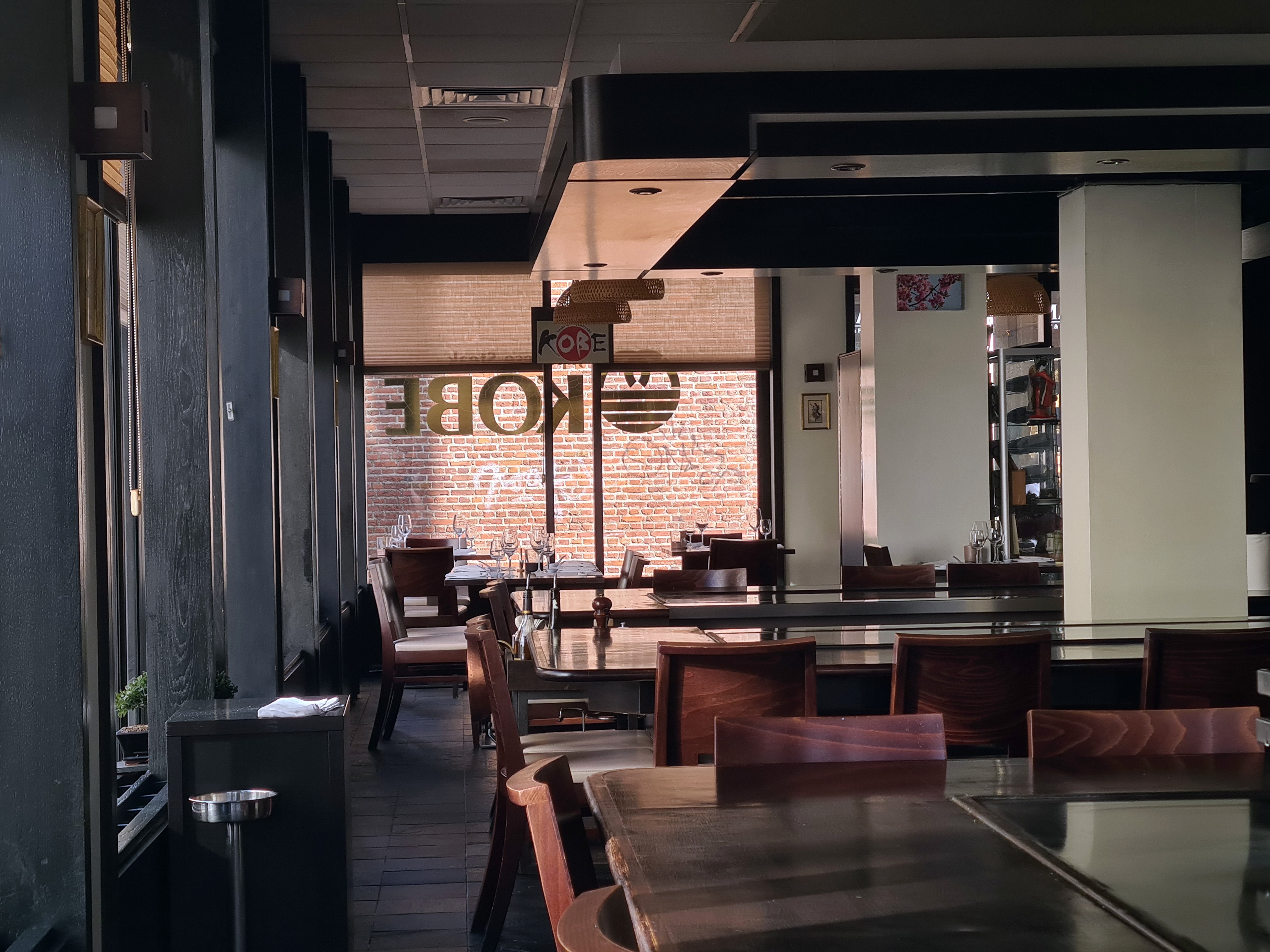
Interieur restaurant Kobe

### Hoteluitbreidingen

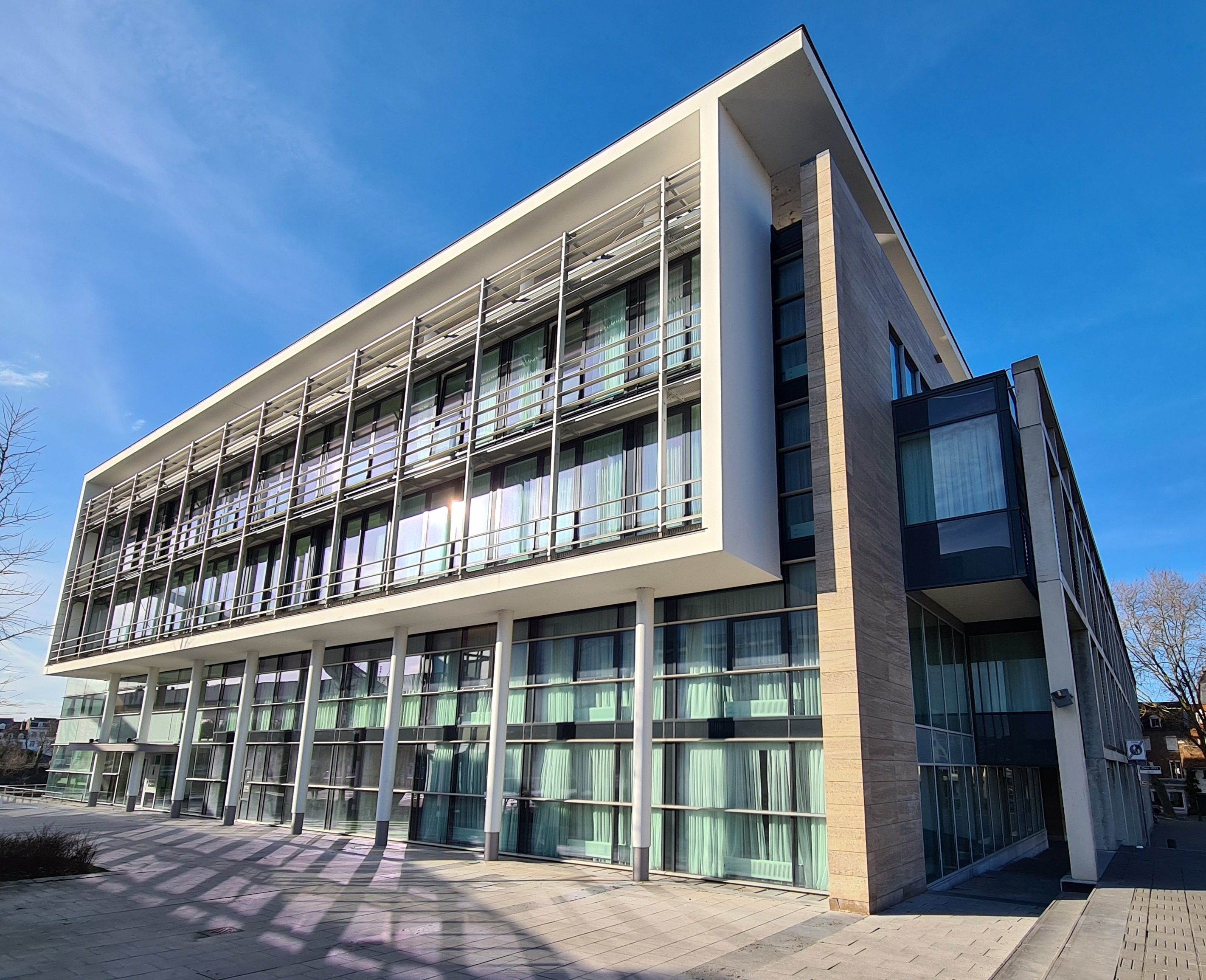
Hoteluitbreiding van 2019 aan Plein 1992 en Ruiterij (Jo Coenen, 1998)

De nieuwbouw uit 1998 aan de Ruiterij bestaat uit vier verdiepingen, waarvan de hoogste en laagste verdieping enigszins terug geplaatst zijn ten opzichte van de tussenliggende. Voor de gevel is een betonscherm geplaatst, dat tot de derde verdieping reikt. Hierdoor is op de begane grond een gaanderij ontstaan en op de bovenverdieping ruimte voor terrassen. De gevels van de begane grond en derde verdieping zijn bekleed met muschelkalk. Op de eerste en tweede verdieping zijn horizontale lamellen tussen de vensteropeningen aangebracht. In de langgerekte gevel bevindt zich een voetgangersdoorgang, die al zigzaggend door de voormalige tuin van Villa Jaunez, naar de Maaskade leidt. De route draagt de historisch niet helemaal correcte benaming Wycker Grachtje. De gevel aan de zijde van Plein 1992 bestaat deels uit een glazen vliesgevel, deels uit een beplating van muschelkalk, waarvoor een wit gestucte luifel met stalen lamellen op slanke kolommen is geplaatst. Op de hoek van de Ruiterij en Plein 1992 bevindt zich een brede, driehoekige pijler.
Door de hoteluitbreiding van 2019 behoort ook de historische tuinmuur van Villa Jaunez, een gemeentelijk monument, tot het hotel. Aan de zijde van de Maaspuntweg/Stenenwal bevinden zich in de bakstenen muur vijf smalle vensteropeningen en een brede opening naar de tuin, alle omgeven door hardstenen omlijstingen. Aan de kant van het Wycker Grachtje bevindt zich een rondbogige poortopening met een gemetselde poortomlijsting. Het rijksmonument Hoogbrugstraat 69, waarin aanvankelijk luxe studio's waren gevestigd, is niet langer onderdeel van het hotel.

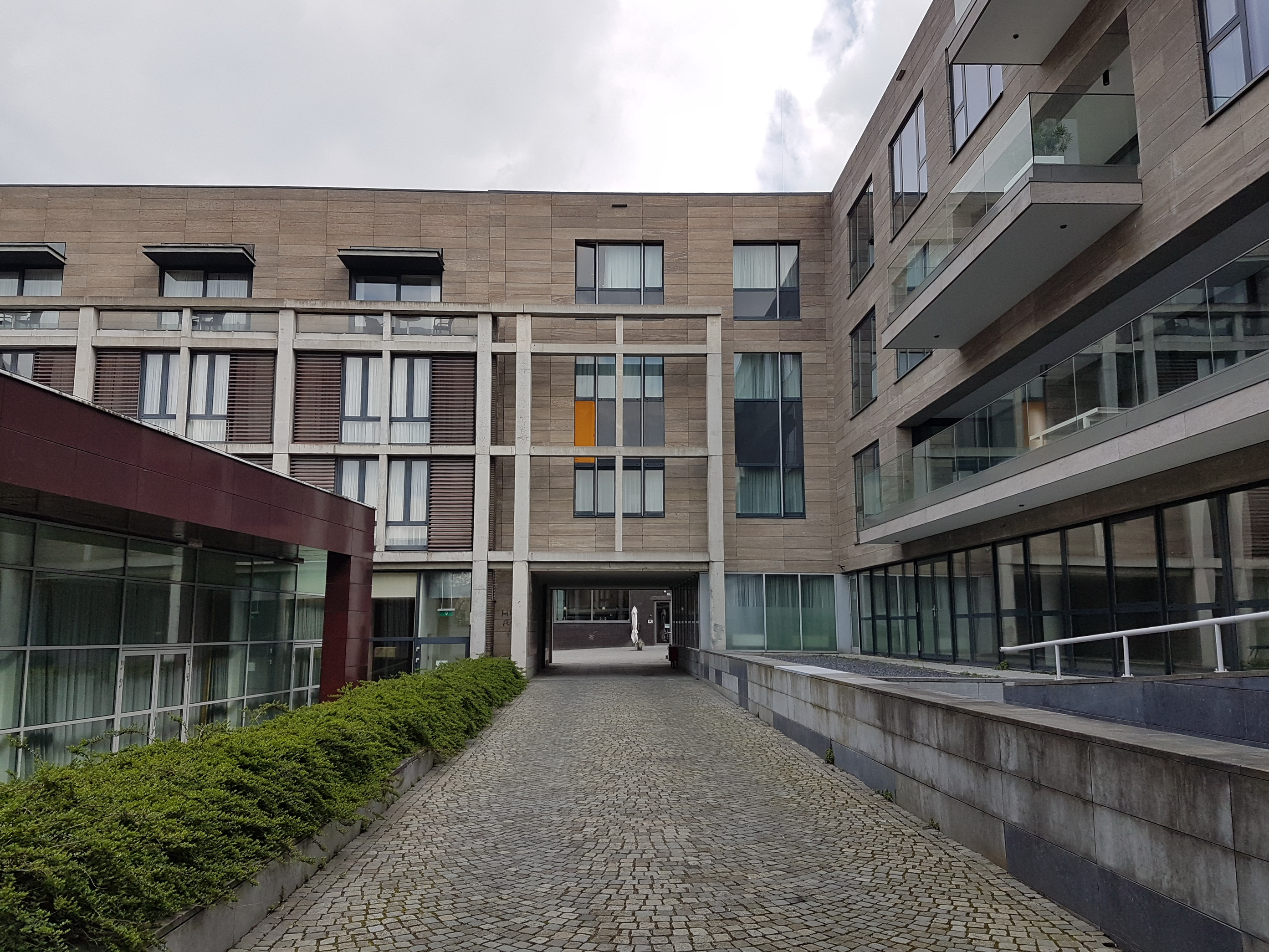
Binnenhof met nieuwste uitbreiding (rechts)
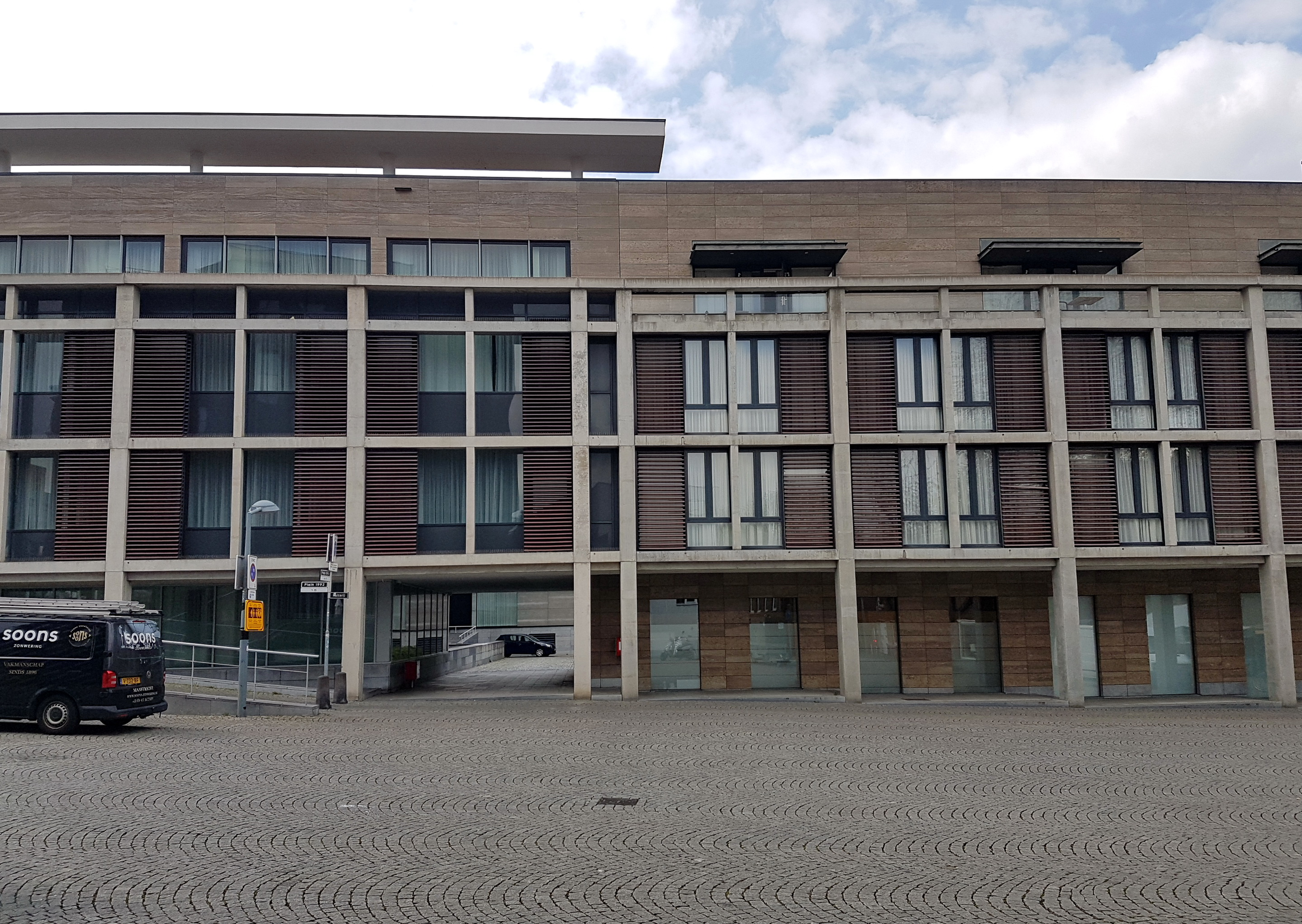
Hotelvleugel Ruiterij
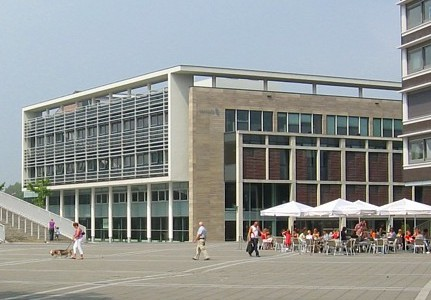
Hotelvleugel Plein 1992
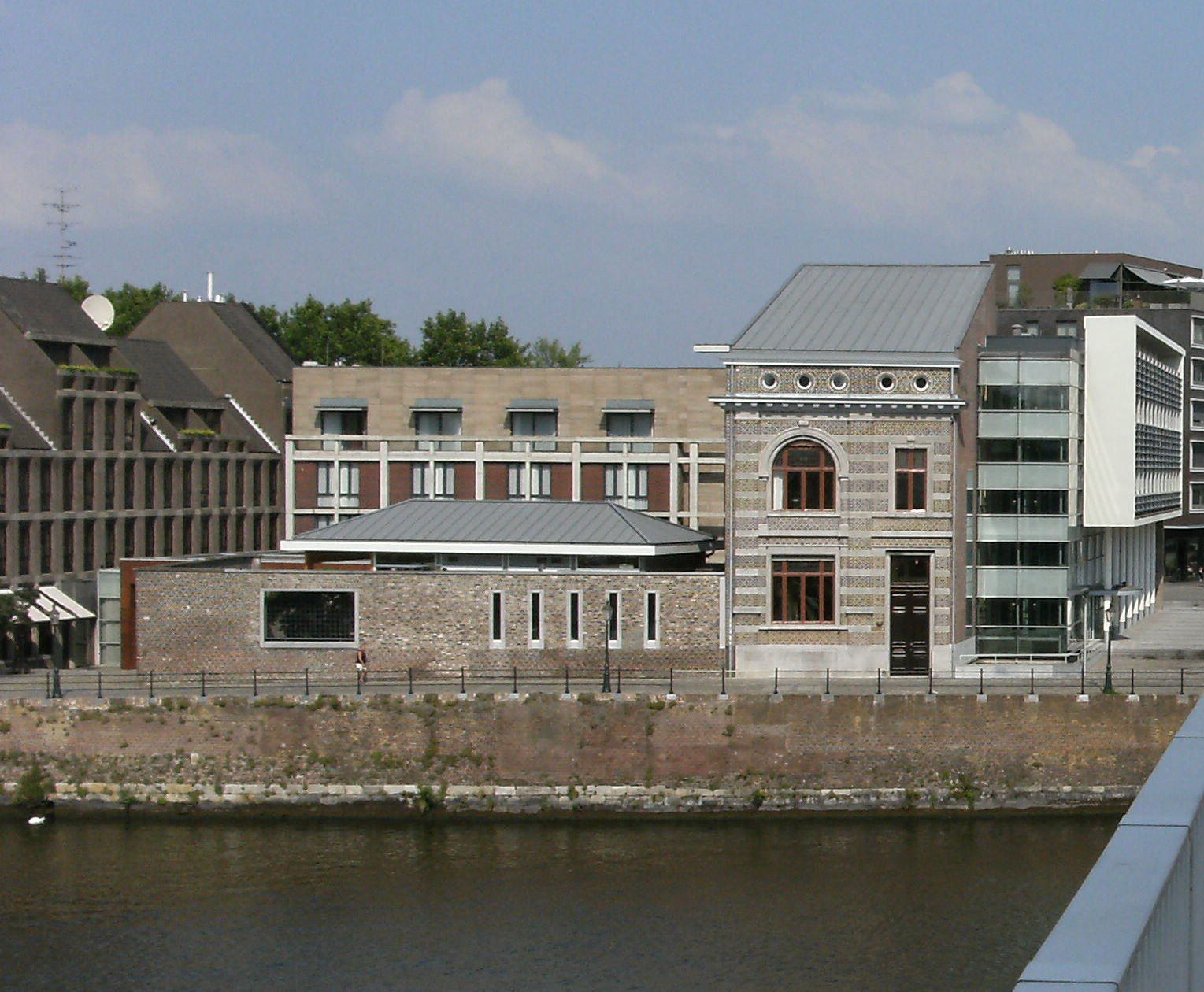
Villa Jaunez en tuinmuur omringd door hotelvleugels